# Wojcieszków (gemeente)
De gemeente Wojcieszków is een landgemeente in het Poolse woiwodschap Lublin, in powiat Łukowski.
De zetel van de gemeente is in Wojcieszków.
Op 30 juni 2004 telde de gemeente 7072 inwoners.

## Oppervlakte gegevens
In 2002 bedroeg de totale oppervlakte van gemeente Wojcieszków 108,61 km², waarvan:
- agrarisch gebied: 82%
- bossen: 13%

De gemeente beslaat 7,79% van de totale oppervlakte van de powiat.

## Demografie
Stand op 30 juni 2004:
| Omschrijving                   | Totaal | Totaal | Vrouwen | Vrouwen | Mannen | Mannen |
| ------------------------------ | ------ | ------ | ------- | ------- | ------ | ------ |
| eenheid                        | aantal | %      | aantal  | %       | aantal | %      |
| inwoners                       | 7072   | 100    | 3466    | 49      | 3606   | 51     |
| bevolkingsdichtheid (inw./km²) | 65,1   | 65,1   | 31,9    | 31,9    | 33,2   | 33,2   |

In 2002 bedroeg het gemiddelde inkomen per inwoner 1294,86 zł.

## Administratieve plaatsen (sołectwo)
Burzec, Bystrzyca, Ciężkie, Ciężkie Pierwsze, Glinne, Helenów, Hermanów, Kolonia Bystrzycka, Marianów, Nowinki, Oszczepalin Drugi, Oszczepalin Pierwszy, Otylin, Siedliska, Świderki, Wojcieszków, Wola Bobrowa, Wola Burzecka, Wola Bystrzycka, Wólka Domaszewska, Zofibór, Zofijówka.

## Overige plaatsen
Bastacicha, Bogdanowicze, Dąbkowa, Dąbrowa, Glinianki, Gorzelnia, Grondy, Kamień, Kolonia Siedliska, Kolonia Wola Bystrzycka, Krowi Dół, Krzywie, Lisie Jamy, Nowiny, Ogrody, Oszczepalin-Kolonia, Paśnik, Piaski, Polesie, Porąbka, Przytulin, Psie Górki, Sachalin, Stara Wieś, Szeroka Miedza, Szlachta, Wiatraczna, Wiktorów, Władysławów, Wola Bobrowa-Kolonia, Wola Burzecka-Kolonia, Zawodzie.

## Aangrenzende gemeenten
Adamów, Borki, Krzywda, Łuków, Serokomla, Stanin, Ulan-Majorat